# Mesoplophora hauseri
Mesoplophora hauseri är en kvalsterart som beskrevs av Sandór Mahunka 1982. Mesoplophora hauseri ingår i släktet Mesoplophora och familjen Mesoplophoridae. Inga underarter finns listade i Catalogue of Life.